# Гога Бітадзе
Гога Бітадзе (груз. გოგა ბითაძე; нар. 20 липня 1999, Саґареджо) — грузинський професійний баскетболіст, центровий команди НБА «Індіана Пейсерз» та збірної Грузії. На драфті НБА 2019 року він був обраний під вісімнадцятим номером клубом «Індіана Пейсерз».

## Із життєпису
Народився на сході Грузії, у Сагареджо. У баскетбол почав грати в 6 років. Його батько був професійним баскетболістом, але кар'єру завершив передчасно через травму. Його кумирами дитинства були співвітчизники Заза Пачулія та Торніке Шенгелія, а також центрові НБА того часу Пау Газоль та Шакіл О'Ніл. Зі своєю шкільною командою Гога вигравав національний чемпіонат серед юніорів до 14-ти років, а також грав за юніорські команди БК «Віта» Тбілісі.